# Dinàmica Newtoniana modificada
En física, la  dinàmica newtoniana modificada  o  MOND  ( Modified newtoni dynamics ) es refereix a una hipòtesi que proposa una modificació de la segona llei de Newton per explicar el problema de la velocitat de rotació de les galàxies de manera alternativa a la matèria fosca.
Quan es va observar per primera vegada que la velocitat de rotació de les galàxies era uniforme i independent de la distància al centre de gir, això va constituir un fet inesperat, ja que tant la teoria newtoniana com la relativitat general suggeria que la velocitat de gir de rotació havia decréixer amb la distància. Així per exemple, en el sistema solar els planetes que orbiten a menor distància tenen velocitats de gir més gran que els més llunyans.
El model MOND explica satisfactòriament les corbes de rotació observades, introduint una hipòtesi  ad hoc : que la força sobre una partícula no és proporcional a l'acceleració per a valors molt petits de l'acceleració. L'escassa motivació independent d'aquesta teoria, fa que no tingui un ampli suport dins de la comunitat científica, que prefereix algun tipus d'explicació alternativa basada en la matèria fosca.
La "teoria" MOND va ser proposada per Mordehai Milgrom el 1981 per modelar la velocitat uniforme observada en el gir de les galàxies. La seva afirmació clau era que l'expressió de la segona llei de Newton ( F = ma ) havia de ser substituïda per una expressió més general del tipus:

{\displaystyle {\begin{cases}\mu \left({\cfrac {a}{a_{0}}}\right)\approx 1&{\mbox{si}}\ |a|>>a_{0}\\\mu \left({\cfrac {a}{a_{0}}}\right)\approx {\cfrac {a}{a_{0}}}&{\mbox{si}}\ |a|\approx a_{0}\end{cases}}}

## Rebuda
L'anomenada Anomalia de les Pioneer és una anomalia que s'observa en el moviment de la sonda espacial, l'explicació sembla exigir una "nova física". Fins ara no ha rebut cap explicació que hagi aconseguit l'aprovació plena de la comunitat científica. No obstant això, la revista russa C-News (2005) ha presentat MOND i SEC, proposada per C. Johan Masreliez, com les dues explicacions més prometedores.
En l'actualitat hi ha també una versió relativista de MOND, desenvolupada per Jacob Bekenstein. No obstant això MOND es considera actualment com una ciència marginal per la comunitat astrofísica.
Encara que recents investigacions semblen indicar que té un comportament millor que la teoria de la matèria/energia fosca.